# Виничка Кршла
Виничка Кршла (мкд. Виничка Кршла) је насеље у Северној Македонији, у источном делу државе. Виничка Кршла је у саставу општине Виница.

## Географија
Виничка Кршла је смештена у источном делу Северне Македоније. Од најближег града, Кочана, насеље је удаљено 15 km источно.
Насеље Виничка Кршла се налази на источном ободу Кочанског поља, плодне долине коју гради река Брегалница. Насеље је положено на приближно 460 метара надморске висине. Источно од насеља издиже се планина Голак.
Месна клима је континентална.

## Историја
По статистици секретара Бугарске егзархије, 1905. године Јакимово је чисто православно, словенско село са 112 становника, верника Бугарске егзархије.

## Становништво
Виничка Кршла је према последњем попису из 2002. године имала 99 становника.
Претежно становништво у насељу су етнички Македонци (100%).
Већинска вероисповест месног становништва је православље.